# Жупанија Илфов
Илфов (рум. Judeţul Ilfov) је округ у републици Румунији, у њеном јужном делу. Управно средиште округа је град Букурешт (изван округа), док су неке службе измештене у градиће Буфтеа и Отопени. Највеће насеље је градско предграђе Волунтари, а значајна насеља су и Пантелимон, Попешти-Леордени, Читила.
Округ Илфов је посебан округ у Румунији пошто нема право градско средиште на свом подручју, већ га чини низ предграђа престонице Букурешт, коју Илфов потпуно окружује. То је такође један од ретких округа у земљи са порастом становништва због субурбанизације од стране главног града.

## Положај
Округ Илфов је унутардржавни округ у ка Румунији. Са других стана окружују га следећи окрузи:
- ка северу: Прахова
- ка истоку: Јаломица
- ка југоистоку: Калараши
- ка истоку: Ђурђу
- ка западу: Дамбовица

Град-округ Букурешт се налази у средини Илфова па се њим граничи „изнутра“.

## Природни услови
Округ Илфов је у Влашкој и то у њеној ужој покрајини Мунтенији. Положај округа је у средишту Влашке низије, па округ има потпуно равничарски карактер. Ти се налази неколико еолских језера, од којих је познато језеро Снагов са истоименим манастиром. У јужном делу налази се река Арђеш, а у северном Дамбовица.

## Становништво
| 1948.   | 1956.   | 1966.   | 1977.   | 1992.   | 2002.   | 2011.   | 2021.   |
| ------- | ------- | ------- | ------- | ------- | ------- | ------- | ------- |
| 167.533 | 196.265 | 229.773 | 287.738 | 286.965 | 300.123 | 388.738 | 542.704 |

Према попису из 2021. године, округ Илфов је имао 542.704 становника што је за 153.966 више (+39,61%) у односу на 2011. када је на попису било 388.738 становника. Бележи највећи раст броја становника од свих округа у Румунији. Налази се на 13. месту по броју становника од 42 румунска округа (рачунајући и Букурешт).
Илфов је округ са већински румунским становништвом који чине чине 79,53%, а од етничких мањина издвајају се Роми који чине 1,69% укупног становништва.
| Етнички састав према попису из 2021.‍ | Етнички састав према попису из 2021.‍ | Етнички састав према попису из 2021.‍ | Етнички састав према попису из 2021.‍ | Етнички састав према попису из 2021.‍ |
| ------------------------------------ | ------------------------------------ | ------------------------------------ | ------------------------------------ | ------------------------------------ |
|                                      |                                      |                                      |                                      |                                      |
| Румуни                               | Румуни                               |                                      | 431.627                              | 79,53%                               |
| Роми                                 | Роми                                 |                                      | 9.186                                | 1,69%                                |
| Турци                                | Турци                                |                                      | 690                                  | 0,13%                                |
| Мађари                               | Мађари                               |                                      | 397                                  | 0,07%                                |
| Липовани                             | Липовани                             |                                      | 191                                  | 0,04%                                |
| Немци                                | Немци                                |                                      | 167                                  | 0,03%                                |
| Италијани                            | Италијани                            |                                      | 148                                  | 0,03%                                |
| Грци                                 | Грци                                 |                                      | 133                                  | 0,02%                                |
| Татари                               | Татари                               |                                      | 122                                  | 0,02%                                |
| Јевреји                              | Јевреји                              |                                      | 94                                   | 0,02%                                |
| Украјинци                            | Украјинци                            |                                      | 93                                   | 0,02%                                |
| Бугари                               | Бугари                               |                                      | 92                                   | 0,02%                                |
| Остали                               | Остали                               |                                      | 2.320                                | 0,43%                                |
| Непознато                            | Непознато                            |                                      | 97.444                               | 17,96%                               |